# Бродтковиц
Бро́дтковиц или Бро́дкойце (нем. Brodtkowitz; н.-луж. Brodkojce) — деревня в Нижней Лужице, Германия. Входит в состав коммуны Кольквиц района Шпре-Найсе в земле Бранденбург.

## География
Находится около четырнадцати километров на юго-запад от Котбуса и около восьми километров на северо-запад от Дребкау. Через деревню проходит дорога 49 (Люббенау — Котбус) и дорога 512 в направление в Вербен. На юге деревни проходит железнодорожная дорога направления Галле — Котбус.

## История
Впервые упоминается в 1527 году.
В настоящее время деревня входит в состав культурно-территориальной автономии «Лужицкая поселенческая область», на территории которой действуют законодательные акты земель Саксонии и Бранденбурга, содействующие сохранению лужицких языков и культуры лужичан.

## Население
Официальным языком в населённом пункте, помимо немецкого, является также нижнелужицкий язык.
Согласно статистическому сочинению «Dodawki k statisticy a etnografiji łužickich Serbow» Арношта Муки в 1884 году проживало 118 человек (из них — 89 серболужичан (75 %)).
Лужицкий демограф Арношт Черник в своём сочинении «Die Entwicklung der sorbischen Bevölkerung» указывает, что в 1956 году при общей численности в 106 человек серболужицкое население деревни составляло 7,5 % (из них нижнелужицким языком активно владело 4 человека, 3 — пассивно и 1 несовершеннолетний владел языком).
| 1875 | 1890 | 1910 | 1925 | 1939 | 1946 | 1964 | 2006 |
| ---- | ---- | ---- | ---- | ---- | ---- | ---- | ---- |
| 115  | 108  | 100  | 124  | 86   | 110  | 75   | 43   |